# 優越的地位の濫用
優越的地位の濫用（ゆうえつてきちいのらんよう）は、取引上、優越的地位にある者が、取引先に対して不当に不利益を与える行為。
私的独占の禁止及び公正取引の確保に関する法律（独占禁止法）の第19条（不公正な取引方法の禁止）及び一般指定第14号（優越的地位の濫用）に抵触する。
公正取引委員会は、当該行為の差止め、契約条項の削除その他当該行為を排除するために必要な措置を命ずることができる(排除措置命令)。下請取引で問題が発生することが多く、独占禁止法の補完法である下請代金支払遅延等防止法（下請法）で詳細が規定されている。
2010年1月施行の改正独占禁止法で課徴金の対象となり、公正取引委員会は優越的地位の濫用を行った者に対し、課徴金納付を命じることができるようになった。

## 概要
公正取引委員会告示では、以下のように優越的地位の濫用を定めている。
自己の取引上の地位が相手方に優越していることを利用して、正常な商慣習に照らして不当に、次の各号のいずれかに掲げる行為をすること。
1. 継続して取引する相手方に対し、当該取引に係る商品又は役務以外の商品又は役務を購入させること。
2. 継続して取引する相手方に対し、自己のために金銭、役務その他の経済上の利益を提供させること。
3. 相手方に不利益となるように取引条件を設定し、又は変更すること。
4. 前三号に該当する行為のほか、取引の条件又は実施について相手方に不利益を与えること。
5. 取引の相手方である会社に対し、当該会社の役員の選任についてあらかじめ自己の指示に従わせ、又は自己の承認を受けさせること。

## 具体例

### 金融機関
金融機関と顧客とでは情報の非対称性や、当事者間に対する影響力に格差があり、一般的には、金融機関は顧客より優越的地位にあるといえる。この為、銀行法、金融商品販売法等の各種法令において、「説明責任」「適合性の原則」等が定められ、優越的地位の濫用を禁止している。
しかし、公正取引委員会が、2001年7月発表した「金融機関と企業の取引慣行に関する調査報告書」によると、金融機関における独占禁止法違反例は、融資に関する不利益な取引条件の設定・変更、自己の提供する金融商品・サービスの購入要請、関連会社などの取引の強要、競争者との取引の制限、融資先企業の事業活動への関与等の、行為類型があげられている。

### 小売業
小売業者による優越的地位の濫用行為として、流通・取引慣行に関する独占禁止法上の指針は、押し付け販売、返品、従業員等の派遣の要請、協賛金等の負担の要請、および多頻度小口配送等の要請について、それぞれに具体例を挙げて、適法性判断の指針を示している。
家電量販店業界2位のエディオン（大阪市）が、納入業者から従業員を派遣させ、無償で店舗の業務を手伝わせたとして、公正取引委員会は2012年（平成24年）2月16日、同社の「優越的地位の濫用」を認定し、独占禁止法違反（不公正な取引方法）で再発防止を求める排除措置命令を出すとともに、40億4796万円の課徴金納付を命じた。課徴金額としては最高額。

### 芸能事務所
公正取引委員会は、2019年7月に芸能の契約や取引について独占禁止法で問題となり得る具体例を例示した。芸能事務所の移籍・独立では、（1）所属事務所との契約終了後に一定期間は芸能活動ができない義務を課す、（2）移籍した場合に活動を妨げると示唆する、（3）芸能人側が拒絶しても事務所が一方的に契約を更新する、（4）過去の所属事務所が、移籍先やテレビ局などに移籍・独立した芸能人を使わないように圧力を掛ける、ことが独占禁止法が禁じる（1）－（3）「優越的地位の濫用」や（4）「取引妨害」などに該当する恐れがある。
2019年7月17日、SMAPの元メンバーの稲垣吾郎、草彅剛、香取慎吾の独立した3人にジャニーズ事務所から、民放テレビ局などに、3人を出演させないよう圧力をかけた疑いがあり、公正取引委員会は独占禁止法違反の恐れがあると、7月17日までにジャニーズ事務所を注意した。ジャニーズ事務所から独立後、出演していた民放テレビ局のレギュラー番組が次々に打ち切りとなり、2019年7月で、民放の番組への出演はなくなっていた。公正取引委員会は関係者から事情聴取して調査していた。